# Jan van der Toolne
Jan van der Toolne (15e eeuw) was een zilversmid in Brugge.

## Levensloop
Jan van der Toolne of Van der Thoolne was een Brugse edelsmid van wie werk bekend is dat gedateerd is tussen 1458 en 1464. Hij was wellicht de Jan van der Thoolne die afkomstig was uit Sluis en in 1462 het poorterschap van Brugge verkreeg.
In 1458 werd hij vermeld voor de levering aan hertog Filips de Goede van twee zilveren schalen, die de hertog schonk ter gelegenheid van het doopfeest van zijn petekind, Jan, de enige zoon van Lodewijk van Gruuthuse.
Tussen 1459 en september 1460 leverde hij twee zilveren schalen aan de stad Brugge, die ze schonk aan Pieter Bladelin, ter gelegenheid van de inwijding van de kerk van de door hem gestichte stad Middelburg.
In 1461 herstelde hij een kelk en de paxtafel in de kapel van de schepenen in het schepenhuis van Brugge.
In 1462 leverde hij een vergulde kelk aan het Brugse stadsbestuur, die hem schonk aan bisschop Guillaume Filastre van Doornik, naar aanleiding van zijn eerste blijde intrede in Brugge.
De gerechtigheidsbuste die hij maakte, dateert van 1464 en was bestemd voor de kamer van de vierschaar van het Brugse Vrije. 

## Voetnota
1. ↑   A. JAMEES, Brugse poorters, Deel 2:1418-1478, Handzame, 1980, blz. 309.